# Burhinus indicus
El alcaraván indio (Burhinus indicus) es una especie de ave caradriforme de la familia Burhinidae. Anteriormente era considerada como subespecie del alcaraván común (Burhinus oedicnemus). Se distribuye en las llanuras de la India, Pakistán, Nepal y Sri Lanka.

## Descripción
Es un pájaro robusto de color marrón con grandes ojos y unos 40 centímetros de longitud. Tiene rayas oscuras sobre un color marrón arenoso, similar a un chorlito. La cabeza es de gran tamaño con una franja oscura debajo del ojo que bordea la bigotera de color crema. También tiene una estrecha lista superciliar crema y grandes ojos de color amarillo. Ambos sexos son similares en apariencia, pero las aves inmaduras son más pálidas que los adultos, con un ante más marcado y rayas en las partes inferiores. En vuelo, tienen dos manchas blancas prominentes en las alas, una en las primarias más oscuras y una banda pálida visible en reposo.
Es activo sobre todo al amanecer y al anochecer, realizando llamadas principalmente por la noche. La llamada es una serie de notas y silbidos agudos pick-pick-pick-pick terminando a veces como  pick-wick, pick-wick. Se puede encontrar en grupos pequeños y durante el día, se encuentran parados a la sombra de los arbustos.

## Taxonomía
Esta especie fue tratada antes como una subespecie de Burhinus oedicnemus pero la población india era distintiva en el plumaje, lo que llevó a ser tratada como una especie separada por Pamela Rasmussen en 2005. Sin embargo, no ha habido ningún estudio filogenético importante del género.

## Distribución y hábitat

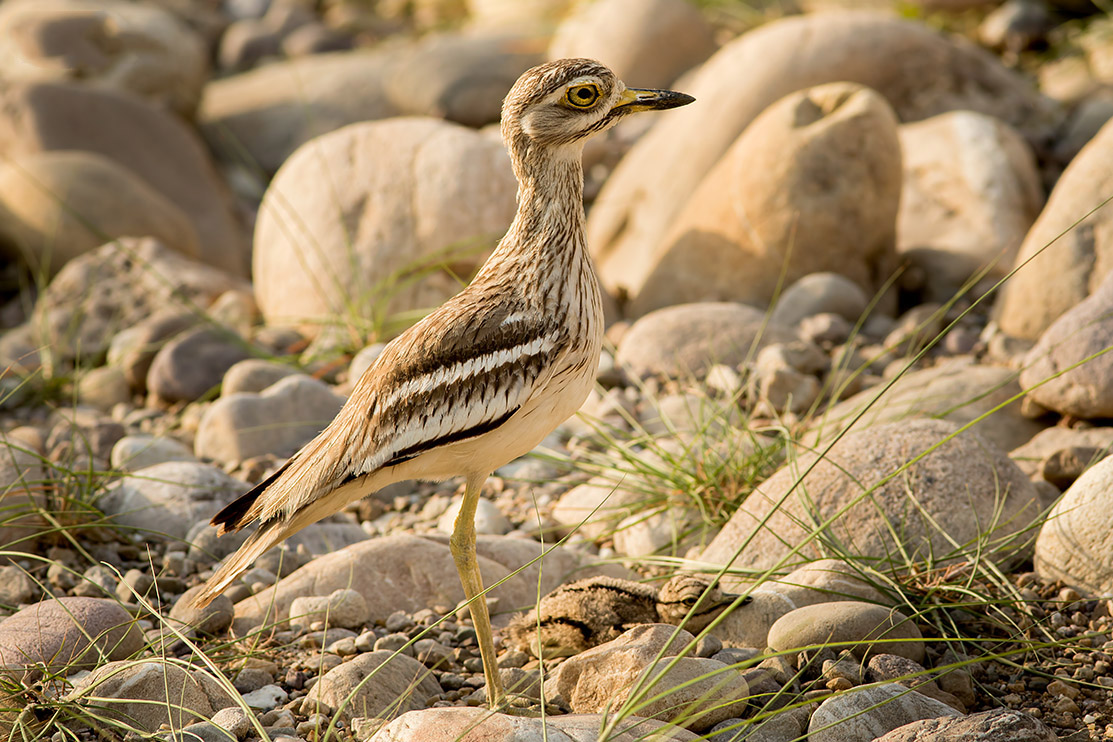
Un adulto con un polluelo agachado cerca.

Esta especie está restringida a India, Pakistán, Nepal y Sri Lanka donde es encontrado en bosques secos de hoja caduca y bosque espinosos, lechos de ríos, bosques de matorrales e incluso jardines.

## Reproducción
La temporada de cría es principalmente en marzo y abril. La puesta normal es de 2 a 3 huevos de color piedra colocados en el suelo, a veces en la base de un arbusto. Los huevos son incubados principalmente por la hembra con el macho haciendo guardia cerca. Los polluelos nidífugos son suaves y de color críptico y siguen a los padres poco después de la eclosión. Las crías se congelan y se agachan cuando están alarmadas y el plumaje críptico las hace difíciles de detectar.

## Dieta
Su dieta consiste principalmente en insectos, gusanos y pequeños reptiles y ocasionalmente algunas semillas.